# Limomyza cavernicola
Limomyza cavernicola är en tvåvingeart som beskrevs av Marshall 1997. Limomyza cavernicola ingår i släktet Limomyza och familjen hoppflugor. Inga underarter finns listade i Catalogue of Life.